# Famiglia Gracie
La famiglia Gracie è una rinomata famiglia brasiliana di artisti marziali misti nota per aver inventato il Jiu jitsu brasiliano.
I membri della famiglia Gracie hanno raggiunto grandi successi in varie discipline del combattimento (MMA, vale tudo, submission wrestling) e, assieme alla famiglia Machado cui sono legati da vincoli matrimoniali, rappresentano la più gloriosa dinastia di praticanti e maestri di BJJ.

## Storia
Una parte della famiglia deriva da George Gracie, uno scozzese che emigrò in Brasile nel 1826 all'età di venticinque anni. I tre fratelli facenti parte della prima generazione (Carlos, Helio e Gastao) furono allievi di Mitsuyo Maeda, uno dei più grandi judoka di tutti i tempi e padre spirituale nonché grande contributore alla creazione del BJJ.

## Membri

### Prima generazione
- Carlos (deceduto nel 1994 e sposato con la zia di Rigan Machado)
- Hélio (deceduto nel 2009)
- Gastao

### Seconda generazione
- Carlson (deceduto nel 2006)
- Robson (noto anche come Carlos Robson)
- Reyson
- Carley
- Rolls (deceduto nel 1982)
- Carlos Jr.
- Rorion
- Relson
- Rickson
- Royler
- Royce
- Robin
- Rilion

### Terza generazione
- Clark
- Daniel Gracie Simoes
- Kron
- Rhalan
- Ralek
- Ralph
- Rener
- Charles
- Renzo
- Rodrigo
- Roger
- Rolles Jr.
- Ryan (deceduto nel 2007)
- Cesar
- Rose
- Riane
- Rodrigo Jr.
- Roggan

### Quarta generazione
- Kyra Gracie Guimarães
- Neiman
- Railey
- Raifa
- Raianne